# نقش بعل لبنان
نقش بعل لبنان، المعروف باسم KAI 31، هو نقش فينيقي عثر عليه في ليماسول، قبرص في ثماني قطع برونزية من سبعينيات القرن التاسع عشر. في وقت اكتشافها، كانت تعتبر ثاني أهم اكتشاف في علم الحفريات السامية بعد مسلة ميشا.
بيعت في الفترة ما بين 1874-1875 من قبل تاجر من ليماسول يُدعى لانيتي وهو تاجر خردة معدنية، لم يكن يعرف مصدرها السابق. ارسلت نسخة إلى يوليوس أوتينغ، وبعد أن تأكد تشارلز سيمون كليرمون جانو أن النقش أصبح لدى مجلس الوزراء، نشر النقش بالكامل بواسطة إرنست رينان في عام 1877.
ومن الجدير بالملاحظة بشكل خاص ذكر حيرام الأول. وهو النقش الفينيقي الوحيد الذي يشير إلى وجود نظام "استعماري" بين المناطق الفينيقية.

## أجزاء النقش
قام إرنست رينان بترتيب كل جزء من الأجزاء الثمانية من الرسالة لمساعدته في إعادة بناء النقش بأكمله: A، B، C، D، E، F، G، H. في رأيه، تم تسلسل النقش المعاد بناؤه E، F ، A، B، C، D - لم يتمكن من العثور على مكان للقطع G و H. الأجزاء مكتوبة على النحو التالي:
- ج: [...] M MLK ṢDNM ʾZ YT [...] – "-أم ملك الصيدونيين قد أهدي-"
- ب: [...] ن LB’L LBNN – "-ed إلى بعل لبنان"
- ج: `DNY – "ربه"
- D: BRʾŠT NḤŠT Ḥ [...] - "النحاس الجيد [...]"
- E: WSKN QRTḤ [...] – "وحاكم قرطبة-"
- F: [...] دŠT BD ḤR [...] – "-عمر، خادم هير–"

أضف فقرة
- G: [...] ṬB SKN QRTḤDŠT ʾ(Z) – "[...]-طوب، والي قرطاج، لديه [...]"
- ح: (ب) ل لبنان دني – "(ب) لبنان ربه"

لذلك، حسب تقدير رينان (E+F+A+B+C+D)، يقول النقش: "... وحاكم قرطاجة، خادم حيرام، ملك الصيدونيين، أهدى لبعل لبنان، مملكته". يا رب، نحاس جيد..."، مع عدم وجود شظايا G وH في موضع معين داخل الهيكل العام.

## معرض

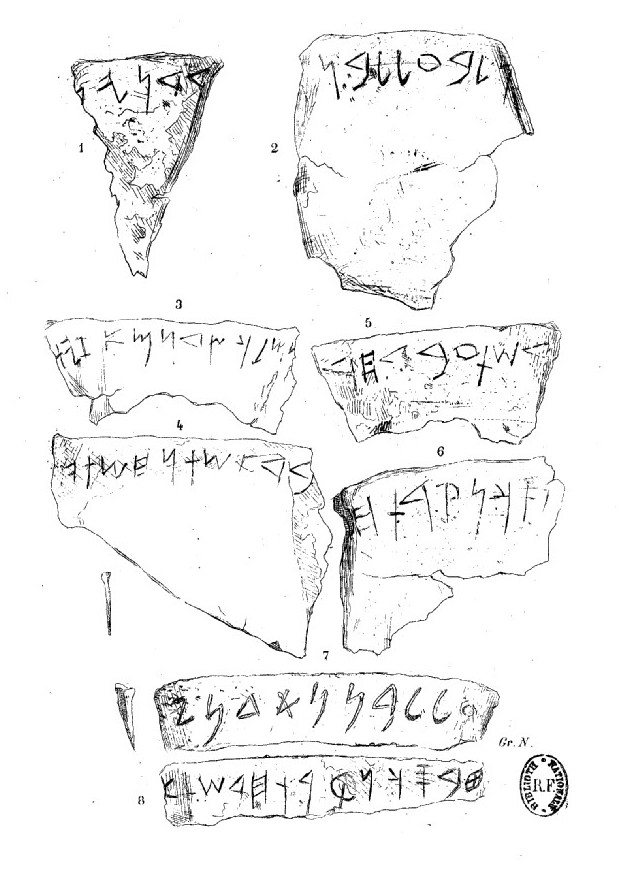
الأجزاء كما نشرها رينان لأول مرة
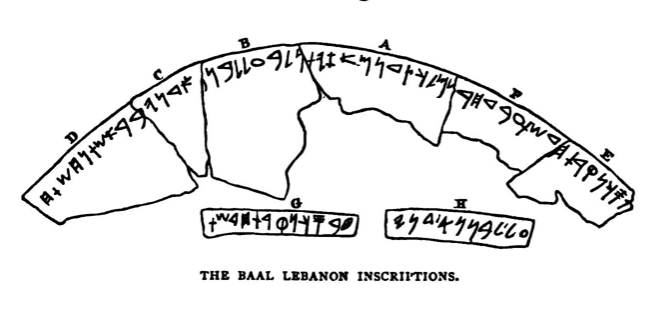
إعادة الإعمار (مع قطعتين غير مناسبتين)
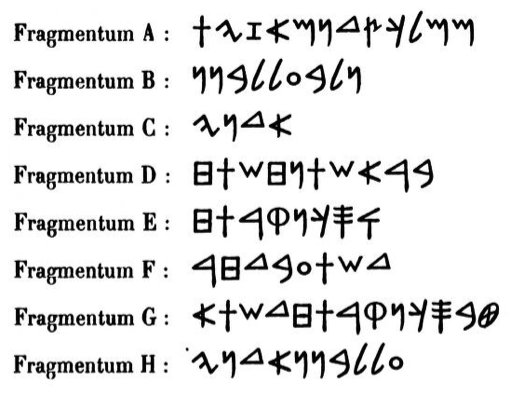
النسخ